# Друз Старији
Нерон Клаудије Друз Германик (14. јануар 38 — лето 9. п. н. е.) био је истакнути римски војсковођа и члан Јулијевско-клаудијевске династије. Познат и под именима Децим Клаудије Друз, Друз Клаудије Нерон као и Друз Старији, Друз I, Нерон Друз
Друз Старији био је члан клаудијевске (лат. gens Clavdii) гране царске породице. Његов отац, Тиберије Клаудије Нерон био је из истакнуте патрицијске породице. Његова мајка, Ливија, такође припадала клаудијевцима који су била једна од најстаријих патрицијских породица у Риму.
Друз Старији био је посинак првог римског цара Октавијана Августа, млађи брат цара Тиберија, отац цара Клаудија и истакнутог генерала Германика као и деда цара Калигуле и прадеда цара Нерона.
Друз је остао упамћен као успешан генерал, највише звог освајања у Германији. Током својих бројних похода на границама тадашњег царства, Друз је са римском војском неколико пута прелазио реку Рајну а постао је и први римски војсковођа који је достигао реке Везер и Лабу.
Успешно ратујући против неколико Германских племена на Рајни и Лаби, Друз је проширио римску власт до горњег тока реке Везер.

## Породица
Друз је рођен из брака Ливије Друзиле са Тиберијем Клаудијем Нероном. Његов старији брат, будући цар Тиберије, рођен је 42. п. н. е. Друз је вероватно рођен средином марта или априла 38. п. н. е. Судећи по античким изворима, Ливија је и била трудна са Друзом када се развела од свог првог мужа, Тиберија Нерона, да би се одмах потом удала за Октавијана. Према гласинама, Друзов прави отац био је сам Октавијан, мада за то не постоје докази. По доласку на власт, Друзов син, Клаудије, охрабривао је ове гласине чиме је желео да повеже своје порекло са Октавијаном.
Према Светонију, Друзу је на рођењу дат преномен (лат. praenomen) Децим, једно од три најуобичајнијих имена у старом Риму. Име Нерон било је традиционални когномен (треће име) код клаудијевеца. Име Друз потицало је од породице његове мајке.
Друз и његов брат Тиберије одгајани су у кући њиховог оца све до његове смрти 33. п. н. е. Друз и његов брат Тиберије били су веома блиски. Тиберије је свог најстаријег сина назвао по брату, а Друз је учинио исто, иако су најстарији синови у Риму обично добијали имена по оцу или деди.

## Младост и брак
Браћа Тиберије и Друз одгајани су у Августовом дому. Приликом Августовог тријумфа 29. године п. н. е., након његове победе над Марко Антонијем и Клеопатром у бици код акција, Тиберије и Друз возили су се у Августовим кочијама.
Неколико година касније, Август се озбиљно разболео. Тиберије и Друз означени су као његови потенцијални наследници па су ускоро и отпочели своје политичке каријере. Као и Тиберије, Друз је изабран за квестора.
Друз се, 16. п. н. е. оженио Антонијом Млађом, ћерком Марка Антонија и Августове сестре, Октавије Млађе. Друз и Антонија важили су за складан пар. Из брака са Антонијом, Друз је имао троје деце, Германика, Клаудија и Ливилу (Ливила значи "мала Ливија").
Тиме је Друз био брат, отац, деда, односно прадеда римских царева Тиберија, Клаудија, Калигуле и Нерона.

## Војничка каријера
Изгледа да је Август био веома наклоњен Друзу. Он и Тиберије отпочели су успешне политичке каријере, а ускоро су се опробали и као војни заповедници. Друз је подузео поход против одметника у Рецију, алпској провинцији која је освојена под Августом. Тиберије и Друз заједно су савладали одметнике и задобили почасти у Риму.
Друз је своју војну каријеру наставио као Августов легат у Галији. Као претор, Друз је имао моћ да врши цивилну и војну власт у трима римским провинцијама у Галији.
Друз је допринео развоју градских средина у Галији, па је чак и једна мерна јединица добила име по њему pes Drusianus Друзова стопа, која је имала око 33.3 центиметра.
Ова мера користила се у Самаробриви 
Као гувернер Галије, Друз је успоставио своје седиште у Лугдунуму где је намеравао да оформи савет галских провинција (лат. concilium Galliarum). Главни задатак овог савета био је бирање свештеника који би приређивао игре и свечаности у част цара Августа и самог Рима, сваког 1. августа на олтару који је Друз саградио.
Друзов син и будући цар, Клаудије, рођен је у Лугдунуму, истог дана када је олтар инаугурисан.

### Освајања у Германији
Негде око 14. п. н. е. Друз је отпочео изградњу војних упоришта дуж реке Рајне и склопио савез са Батавцима, локалним германским племеном. Са неколико легија под својом командом, Друз је планирао продор ка Германији. На пролеће 12. године п. н. е., са две легије, Друз је пловећи низводно реком Емс продро у данашње подручје Доње Саксоније, приморавши локално германско племе да призна римску власт и склопи савез са Римом.
Друзове снаге је током пловидбе реком Емс напало племе Бруктера. Након што је поразио непријатеља, Друз се са војском повукао да презими у Галији.
По повратку у Рим, Друз је за своје војне успехе награђен позицијом градском претора (лат. praetor urbanus). Друзова постигнућа - пловидба Северним морем, продор у непријатељску територију и склапање нових савеза са страним народима - изазвала су узбуђење у Риму стога су ови догађаји овековечени на новцу.
Не желећи да се задржава у Риму, Друз је већ 11. п. н. е. поново обновио своје напоре у Германији. Са скоро пет легија, Друз је напредовао реком Липе и победио два германска племена.
Друзове снаге продрле су чак до реке Вере у централној Немачкој. Међутим, долазак зиме, мањак залиха и неповољна знамења приморали су Друза на повлачење.
Повлачећи се назад ка Галији, Римљани су упали у заседу племена Херуска али су успели да одбију напад и савладају непријатеља. Војска је прогласила Друза за императора 
Да би демонстрирао своју супериорност на непријатељском терену, Друз је стационирао неколико војних гарнизона у Германији.
Вративши се у Рим, Друз је поново награђен овацијом
Уз то, Друз је добио проконзулска овлашћења а следеће године (9. п. н. е.) је изабран за конзула. Поново напустивши Рим, Друз је постигао нову серију победа у Германији, над Хатима а потом отпочео поход против Маркомана.
Током своје кампање у Германији, речено је да је Друз победио бар тројицу германских поглавица у борби прса у прса. Оваке борбе имале су велики значај у германској култури.

## Смрт
Током похода у Германији, Друз је пао са коња и задобио тешке повреде. Ускоро му се придружио Тиберије. Мало пре смрти, Друз је написао писмо свом брату Тиберију, пожаливши се на стил Августове владавине.
Светоније преноси како је Друз пре смрти одбио да се врати у Рим. Поворка са његовим телом путовала је све до Рима где је његов пепео сахрањен у Августовом маузолеју. На путу до Рима, Тиберије је пешице пратио братовљеву погребну поворку.

## Наслеђе
Друз је остао веома популаран међу својим војницима који су му подигли споменик у Могонтиакуму. Рушевине овог споменика постоје и данас. У част Друзових победа у Германији, његовој породици додељена је почасна титула Германик
Друзов најстарији син тако је остао упамћен под именом Германик Јулије Цезар а име Германик касније су користили и цареви Клаудије, Калигула и Нерон.
По Августовом декрету, на дан Друзовог рођења и смрти у Могонтиаку су одржаване свечаности у његову част.
Август помиње Друзова освајања у Германији у листи својих постигнућа (Res Gestae Divi Augusi):
Повратио сам мир провинцијама Галији и Хиспанији, као и Германији, која укључује океан од Кадиза до ушћа реке Лабе. Моји бродови пловили су океаном од ушћа реке Рајне до источних територија и граница земље Кимбра, где раније ниједан Римљанин није крочио ни копном ни морем, а Кимбри, Хариди и Сенони и остали Германи што насељавају те земље послаше посланства да траже моје и пријатељство римског народа.— Август, Res Gestae Divi Augusti 26, превео Томас Бушнел (2011). Дозволом аутора постављено на Викизворнику
Када је Клаудије постао цар, 41. године, почаствовао је свог оца играма које су одржаване у циркусу сваког 14. јануара, на Друзов рођендан. Сцене његових победа у Германији приказане су на новцу.

## Породично стабло
|  |                                |  |  |  |  |  |  |  |  |  |  |  |  |  |  |  |
|  | 4. Друз Клаудије Нерон I       |  |  |  |  |  |  |  |  |  |  |  |  |  |  |  |
|  |                                |  |  |  |  |  |  |  |  |  |  |  |  |  |  |  |
|  |                                |  |  |  |  |  |  |  |  |  |  |  |  |  |  |  |
|  | 2. Тиберије Клаудије Нерон     |  |  |  |  |  |  |  |  |  |  |  |  |  |  |  |
|  |                                |  |  |  |  |  |  |  |  |  |  |  |  |  |  |  |
|  |                                |  |  |  |  |  |  |  |  |  |  |  |  |  |  |  |
|  | 5. Клаудија                    |  |  |  |  |  |  |  |  |  |  |  |  |  |  |  |
|  |                                |  |  |  |  |  |  |  |  |  |  |  |  |  |  |  |
|  |                                |  |  |  |  |  |  |  |  |  |  |  |  |  |  |  |
|  | 1. Друз Старији                |  |  |  |  |  |  |  |  |  |  |  |  |  |  |  |
|  |                                |  |  |  |  |  |  |  |  |  |  |  |  |  |  |  |
|  |                                |  |  |  |  |  |  |  |  |  |  |  |  |  |  |  |
|  | 6. Марко Ливије Друз Клаудијан |  |  |  |  |  |  |  |  |  |  |  |  |  |  |  |
|  |                                |  |  |  |  |  |  |  |  |  |  |  |  |  |  |  |
|  |                                |  |  |  |  |  |  |  |  |  |  |  |  |  |  |  |
|  | 3. Ливија Друзила              |  |  |  |  |  |  |  |  |  |  |  |  |  |  |  |
|  |                                |  |  |  |  |  |  |  |  |  |  |  |  |  |  |  |
|  |                                |  |  |  |  |  |  |  |  |  |  |  |  |  |  |  |
|  | 7. Ауфидија                    |  |  |  |  |  |  |  |  |  |  |  |  |  |  |  |
|  |                                |  |  |  |  |  |  |  |  |  |  |  |  |  |  |  |
|  |                                |  |  |  |  |  |  |  |  |  |  |  |  |  |  |  |